# Cynanchum unguiculatum
Cynanchum unguiculatum là một loài thực vật có hoa trong họ La bố ma. Loài này được Ruiz & Pav. ex Britton mô tả khoa học đầu tiên năm 1898.